# Muriel Mussells Seyfert
Muriel E. Mussells Seyfert (nacida Muriel Elizabeth Mussells, 3 de febrero de 1909 – 9 de noviembre de 1997) fue una astrónoma estadounidense, más conocida por descubrir el "anillo de nebulosas" (nebulosa planetaria) en la Vía Láctea mientras trabaja en el Observatorio del Harvard College en 1936.

## Primeros años
Muriel nació el 3 de febrero de 1909 en Danvers, Massachusetts, hija de George y de Stella Mussells.

## Contribuciones científicas
Mussells Seyfert trabajó como computadora humana en el Observatorio del Harvard College.  Es más conocida por descubrir el nuevo anillo de nebulosas en la Vía Láctea.

## Vida personal

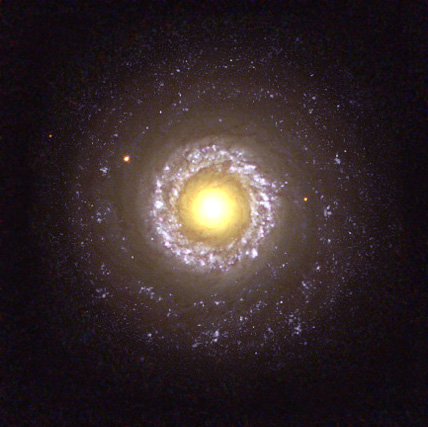
Galaxia Seyfert, nombrada por Muriel en honor a su marido.

Sylvia Mussells Lindsay, esposa de Eric Mervyn Lindsay, era la hermana de Muriel. El 20 de mayo de 1935, se casó con Carl Keenan Seyfert, por quien nombró las galaxias Seyfert y el sexteto de Seyfert. Tuvieron dos hijos .